# Beaumont-la-Ferrière
Cet article concerne l'une des deux communes homonymes dans la Nièvre. Pour l'autre commune homonyme nivernaise, voir Beaumont-Sardolles. Pour les autres articles homonymes, voir Beaumont.
Beaumont-la-Ferrière est une commune française rurale, située dans le département de la Nièvre en région Bourgogne-Franche-Comté.
Ses habitants s'appellent les Beaumontoises et les Beaumontois.

## Géographie

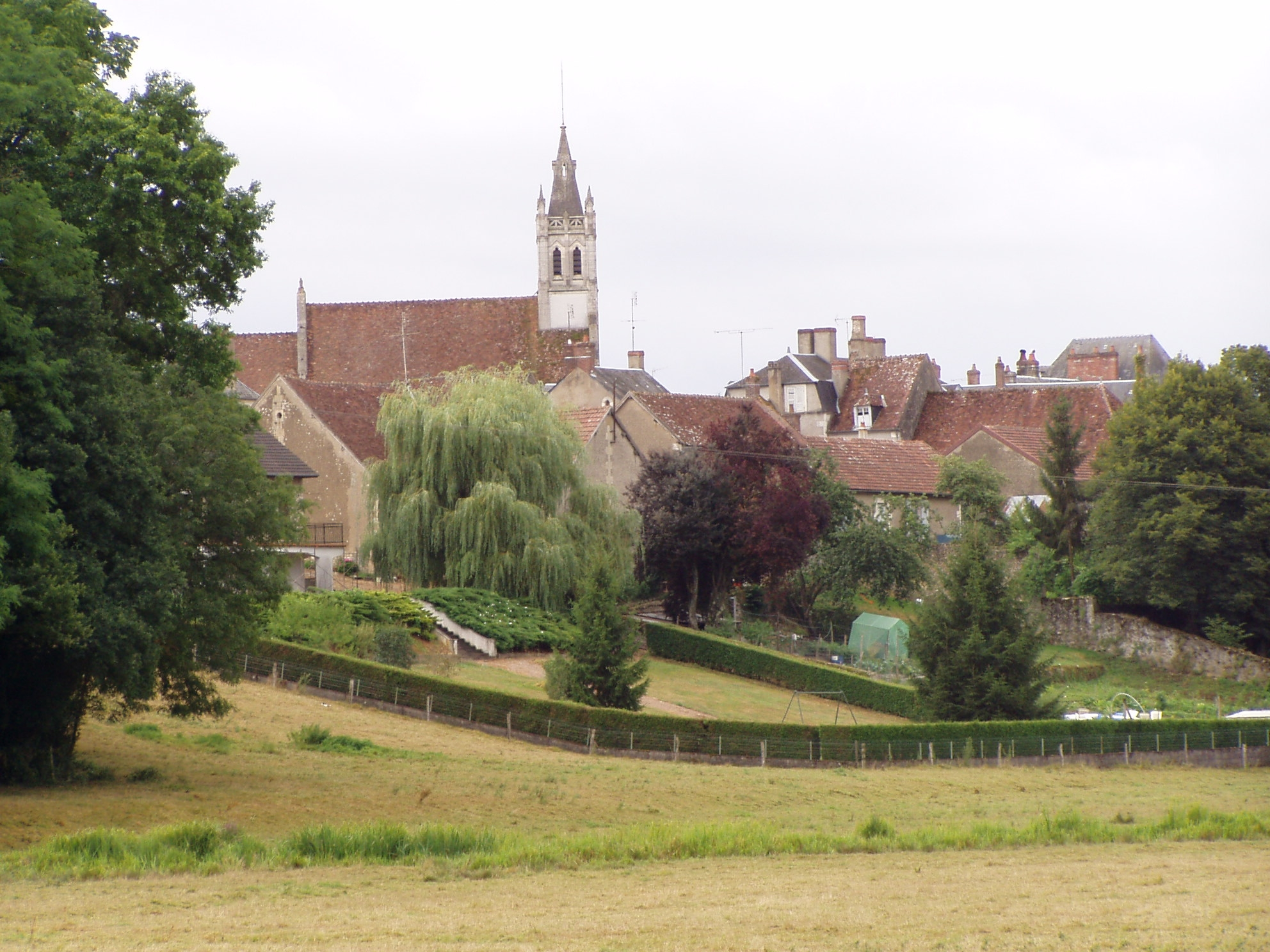
Vue de Beaumont.

Les communes environnantes sont Sichamps, La Celle-sur-Nièvre et Saint-Aubin-les-Forges. La ville la plus proche est Nevers, distante de 23 km. Beaumont-la-Ferrière est traversée par la rivière la Nièvre. La commune a été victime d'une tempête en novembre 1982, d'inondations en décembre 1999 et de mouvements de terrain en 2003.
Les principales activités des habitants sont l'agriculture et la production animale.

### Lieux-dits et écarts
Outre le bourg, Beaumont regroupe quelques hameaux et habitations isolés : Bellevue, Bourgneuf (ferme de), Caillots, Château de Beaumont, Choulot (ferme de), Ensus (ferme d'), Forge de Grenant, Grenant, Margis (ferme de), Petit Sauvage, Ponts-de-Beaumont, Sauvage, Vigne (ferme de la).

### Climat
Pour des articles plus généraux, voir Climat de la Bourgogne-Franche-Comté et Climat de la Nièvre.
En 2010, le climat de la commune est de type climat océanique dégradé des plaines du Centre et du Nord, selon une étude du Centre national de la recherche scientifique s'appuyant sur une série de données couvrant la période 1971-2000. En 2020, Météo-France publie une typologie des climats de la France métropolitaine dans laquelle la commune est exposée à un climat océanique altéré et est dans la région climatique  Centre et contreforts nord du Massif Central, caractérisée par un air sec en été et un bon ensoleillement. 
Pour la période 1971-2000, la température annuelle moyenne est de 10,9 °C, avec une amplitude thermique annuelle de 15,9 °C. Le cumul annuel moyen de précipitations est de 862 mm, avec 12,1 jours de précipitations en janvier et 8,1 jours en juillet. Pour la période 1991-2020, la température moyenne annuelle observée sur la station météorologique de Météo-France la plus proche, « Premery », sur la commune de Prémery à 8 km à vol d'oiseau, est de 11,1 °C et le cumul annuel moyen de précipitations est de 911,1 mm. 
La température maximale relevée sur cette station est de 40,5 °C, atteinte le 11 août 2003 ; la température minimale est de −15,1 °C, atteinte le 26 janvier 2007,,. 
Les paramètres climatiques de la commune ont été estimés pour le milieu du siècle (2041-2070) selon différents scénarios d'émission de gaz à effet de serre à partir des nouvelles projections climatiques de référence DRIAS-2020. Ils sont consultables sur un site dédié publié par Météo-France en novembre 2022.

## Urbanisme

### Typologie
Au 1er janvier 2024, Beaumont-la-Ferrière est catégorisée commune rurale à habitat très dispersé, selon la nouvelle grille communale de densité à sept niveaux définie par l'Insee en 2022.
Elle est située hors unité urbaine. Par ailleurs la commune fait partie de l'aire d'attraction de Nevers, dont elle est une commune de la couronne,. Cette aire, qui regroupe 93 communes, est catégorisée dans les aires de 50 000 à moins de 200 000 habitants,.

### Occupation des sols
L'occupation des sols de la commune, telle qu'elle ressort de la base de données européenne d’occupation biophysique des sols Corine Land Cover (CLC), est marquée par l'importance des forêts et milieux semi-naturels (66,3 % en 2018), en diminution par rapport à 1990 (68,7 %). La répartition détaillée en 2018 est la suivante : forêts (60,1 %), prairies (26 %), terres arables (7,7 %), milieux à végétation arbustive et/ou herbacée (6,2 %). L'évolution de l’occupation des sols de la commune et de ses infrastructures peut être observée sur les différentes représentations cartographiques du territoire : la carte de Cassini (XVIIIe siècle), la carte d'état-major (1820-1866) et les cartes ou photos aériennes de l'IGN pour la période actuelle (1950 à aujourd'hui).

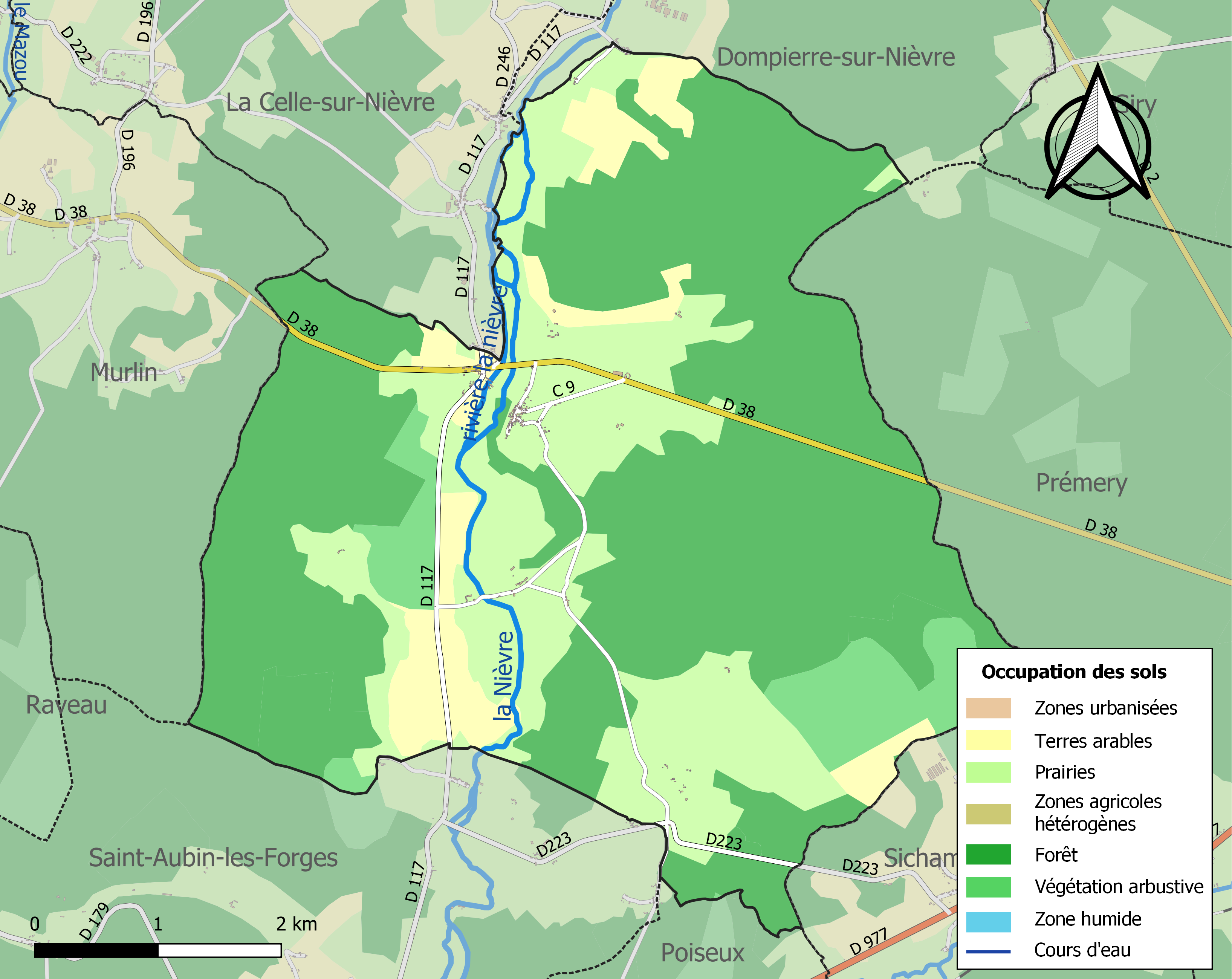
Carte des infrastructures et de l'occupation des sols de la commune en 2018 (CLC).

## Toponymie
On relève les formes suivantes du nom de la commune : Bellus Mons (1245), Beaulmont-la-Ferrière (1384), Bellus-Mons-Ferrarum (1478), Bellus-Mons-Ferrarie (1514) et Beaumont-les-Forges (carte de Cassini).

## Histoire

### Moyen Âge
Selon Gaston Gauthier, Beaumont aurait été érigé en paroisse au XIIe siècle par les chanoines de Frasnay. La première mention connue du nom de la commune date de 1245 : Bellus Mons.
En septembre 1276, le seigneur de l’époque, Guillaume de Thianges, affranchit les habitants.
La première mention connue de l’existence d’une forge, à Beaumont, remonte à 1480. La commune a en effet connu une importante industrie métallurgique, ce qui lui a même valu pendant quelques années le nom de Beaumont-les-Forges. Il y a eu au moins six forges : celle dite de Beaumont, au sud-ouest de la ferme du château près d’un étang aujourd’hui asséché, les trois forges de Sauvages - dont celle de Bourgneuf - et la petite forge de la Carrière. Toutes ont cessé de fonctionner autour de 1815.

### Époque moderne
En 1665, l’architecte Louis Le Vau, seigneur de Beaumont, installe à côté du château une manufacture de fer-blanc. C’est de cette époque que date l’arrivée à Beaumont d’ouvriers allemands, de religion protestante. Cette manufacture cesse toute activité en 1724 et est remplacée par une grosse forge, l’une des plus importantes de la Nièvre. Celle-ci cesse à son tour son activité vers 1820.
En 1666 est décidée la tenue de quatre foires annuelles et d’un marché le jeudi de chaque semaine.
En 1711, Michel Saulnier, habitant de Beaumont, est jugé pour des faits de brigandage ; il est condamné à être rompu vif, puis étranglé et exposé sur une roue le long de la route allant de Saint-Pierre-le-Moûtier à Nevers.
La commune compte environ 300 habitants en 1686, 450 en 1713, 570 en 1769 et 640 en 1787. La population augmente, donc, mais connaît des périodes difficiles : famine de 1693-1695, « grand hyver » de 1709, famine de 1793... Les archives locales témoignent ainsi de l’épisode de 1793 : « Le fléau le plus terrible et le plus cruel se fait sentir dans notre commune ; la famine dévore nos concitoyens. Des mères s'alimentent d'herbe pour allaiter des enfants qu'elles sont sur le point de voir périr en s'apercevant elles-mêmes que les forces leur manquent. L'ouvrier affamé discontinue ses travaux par l'abattement où il se trouve ; le désespoir s'empare de lui. »
Pendant la Révolution, un arbre de la liberté est planté à Beaumont. L’église est transformée en temple décadaire et sert de lieu de réunion aux habitants.

### Époque contemporaine
Au début du XIXe siècle, la forge de Beaumont fabrique près de 90 % des fusils de Paris.
En 1826, une école est installée dans un bâtiment situé à l’emplacement de l’actuelle école. Ce bâtiment, d’abord loué par la municipalité, est ensuite racheté, démoli et reconstruit en 1867. Situé sur la place de l’Église, couvert d’ardoise, il abrite une classe pouvant accueillir 80 élèves et, à l’étage, un logement pour l’instituteur et les locaux de la mairie.
L’église est restaurée dans les années 1870.

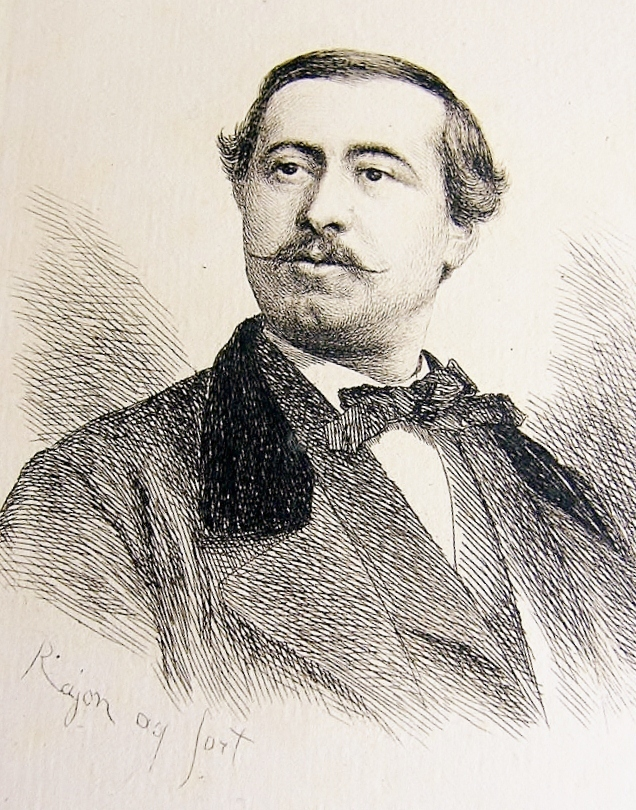
Achille Millien (1838-1927), poète et folkloriste.

En 1881, alors que le nombre d'habitants s'élève à 517, la commune compte un instituteur, un desservant (curé), une sage-femme, un notaire, un percepteur, un receveur des postes, un facteur et... un homme de lettres (Achille Millien) ! Les commerçants sont bien représentés : trois aubergistes, deux épicières, un boulanger, un boucher. Les artisans ne sont pas en reste :  huit maçons, six menuisiers, cinq sabotiers, quatre cordonniers, quatre maréchaux, trois jardiniers, deux meuniers. Les journaliers sont nombreux - une trentaine -, mais moins que les domestiques : une quarantaine. Ces derniers sont, pour une bonne part, employés par les huit fermiers du village. Au total, on relève à Beaumont une cinquantaine de professions différentes, dont celles de farinier  et de basse-courier À lui seul, le château emploie une dizaine de personnes : une gouvernante, un cuisinier, un maître d’hôtel, un valet de chambre, deux cochers, quatre femmes de chambre. Quelques familles ont en nourrice un « enfant des hospices ». La population ayant notablement augmenté, c’est à cette époque que la commune décide l’ouverture d’une école de filles, laquelle est installée dans un bâtiment aux allures de chalet à l'extrémité du champ de foire.
En 1896 paraît le premier numéro de la Revue du Nivernais, administrée et rédigée à Beaumont.
En 1921, le 3 avril, est organisée une cérémonie à la gloire du poète Achille Millien, nommé chevalier de la Légion d’honneur. Un cortège défile dans le bourg, au départ de la maison du poète, en présence d’un représentant du ministre de l’Instruction publique, du préfet, des députés et des sénateurs de la Nièvre. Le 4 septembre 1938 est érigé dans la commune un monument à sa mémoire.
En 2017, l’école du village ferme définitivement ses portes.

### Seigneurs
Quelques noms : Guillaume de Thianges (1245), Jacques d’Avantois (1554), Charles Durand (1660), Louis Le Vau (1665), Pierre Grandguillaume (1685), Pierre Babaud de la Chaussade (1784)…

## Politique et administration
| Période                                  | Période  | Identité                                      | Étiquette    | Qualité                                |
| ---------------------------------------- | -------- | --------------------------------------------- | ------------ | -------------------------------------- |
| 1820                                     |          | Claude Barillot                               |              | Notaire                                |
| 1871                                     | 1907     | Jules Saulnier, Vicomte d'Anchald (1827-1907) | Conservateur | Propriétaire du château de La Ferrière |
|                                          |          |                                               |              |                                        |
| mars 2001                                | En cours | René Nicard                                   | DVG          | Retraité                               |
| Les données manquantes sont à compléter. |          |                                               |              |                                        |

## Démographie
L'évolution du nombre d'habitants est connue à travers les recensements de la population effectués dans la commune depuis 1793. Pour les communes de moins de 10 000 habitants, une enquête de recensement portant sur toute la population est réalisée tous les cinq ans, les populations de référence des années intermédiaires étant quant à elles estimées par interpolation ou extrapolation. Pour la commune, le premier recensement exhaustif entrant dans le cadre du nouveau dispositif a été réalisé en 2007.

En 2022, la commune comptait 119 habitants, en évolution de −3,25 % par rapport à 2016 (Nièvre : −3,28 %, France hors Mayotte : +2,11 %).
| 1793 | 1800 | 1806 | 1821 | 1831 | 1836 | 1841 | 1846 | 1851 |
| ---- | ---- | ---- | ---- | ---- | ---- | ---- | ---- | ---- |
| 500  | 459  | 421  | 461  | 426  | 442  | 441  | 468  | 491  |

| 1856 | 1861 | 1866 | 1872 | 1876 | 1881 | 1886 | 1891 | 1896 |
| ---- | ---- | ---- | ---- | ---- | ---- | ---- | ---- | ---- |
| 418  | 462  | 492  | 440  | 496  | 517  | 483  | 461  | 441  |

| 1901 | 1906 | 1911 | 1921 | 1926 | 1931 | 1936 | 1946 | 1954 |
| ---- | ---- | ---- | ---- | ---- | ---- | ---- | ---- | ---- |
| 388  | 392  | 333  | 289  | 250  | 231  | 227  | 224  | 243  |

| 1962 | 1968 | 1975 | 1982 | 1990 | 1999 | 2006 | 2007 | 2012 |
| ---- | ---- | ---- | ---- | ---- | ---- | ---- | ---- | ---- |
| 264  | 194  | 189  | 195  | 157  | 144  | 138  | 137  | 126  |

| 2017 | 2022 | - | - | - | - | - | - | - |
| ---- | ---- | - | - | - | - | - | - | - |
| 123  | 119  | - | - | - | - | - | - | - |

## Culture locale et patrimoine

### Lieux et monuments historiques

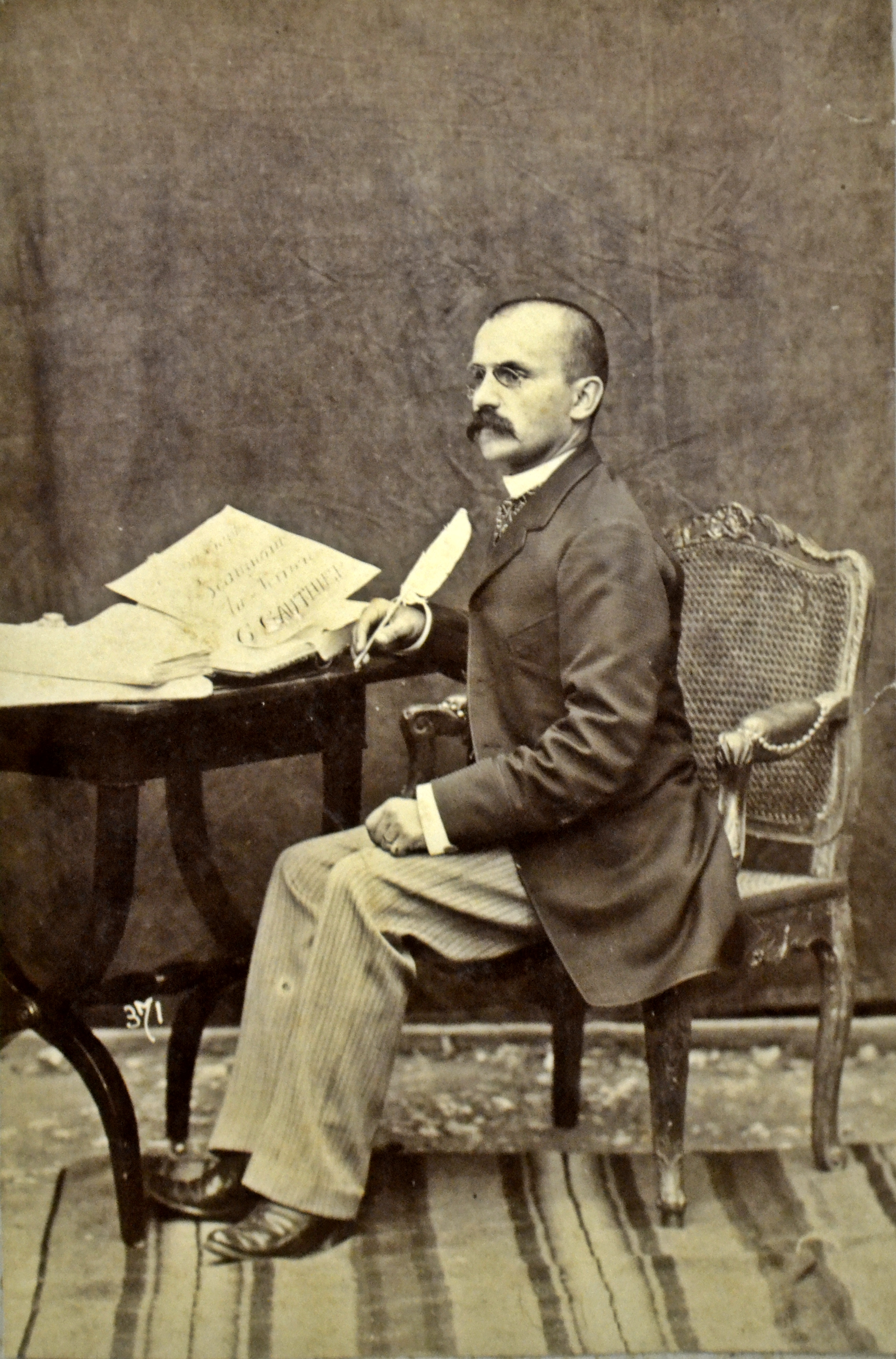
Gaston Gauthier (1860-1911), historien de Beaumont.

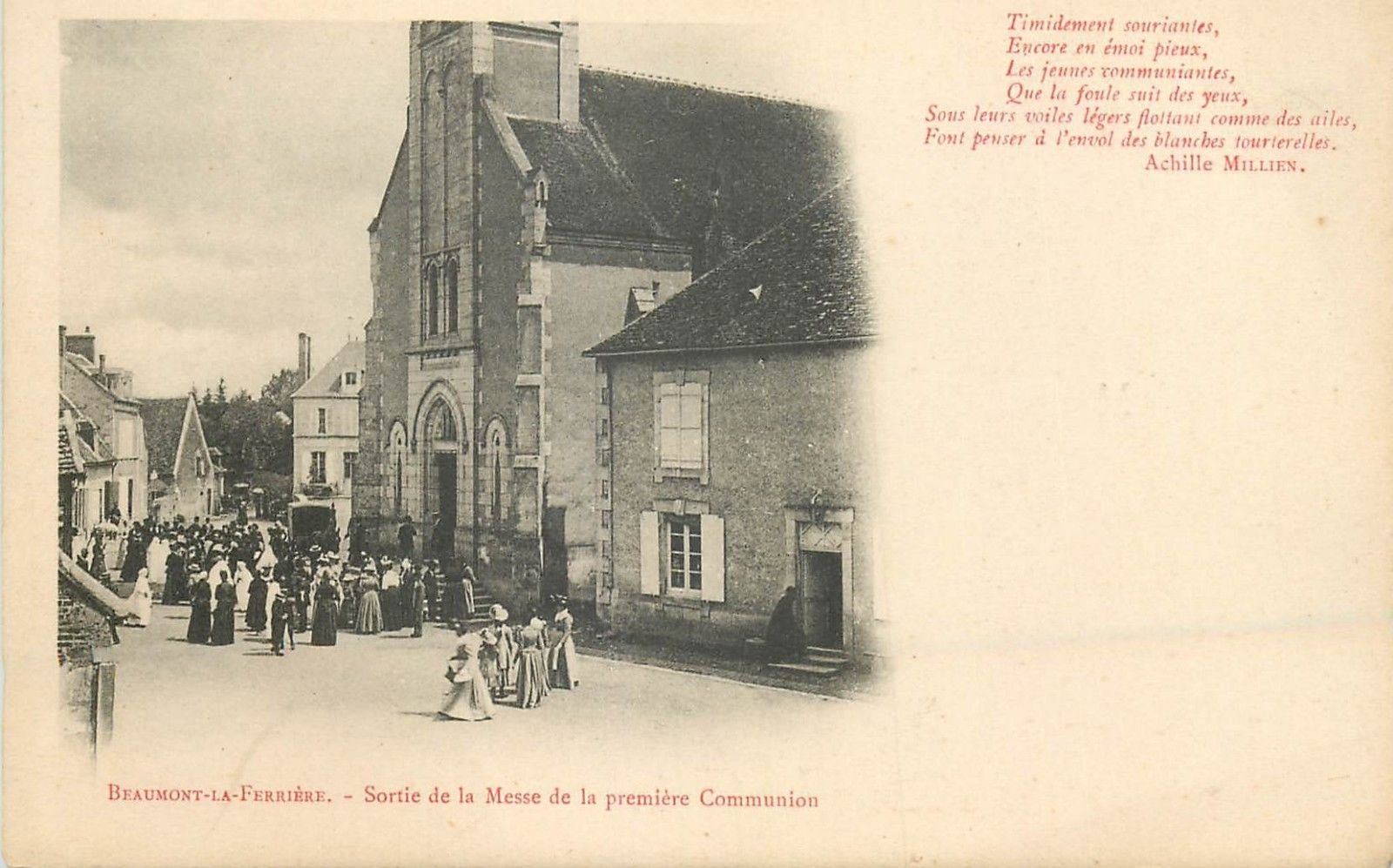
Sortie de communiantes à l'église Saint-Léger en 1905 avec texte du poète Millien.

- La grille d'entrée du cimetière, propriété de la commune, classée en 1959, provient de la chartreuse de Bellary.
- La maison d'enfance du poète Achille Millien, propriété privée, date du troisième quart du XIXe siècle. Sa façade a été classée monument historique en 1929.
- Le haut-fourneau de Bourgneuf, du premier quart du XIXe siècle, a été classé monument historique en 1971.
- Le château de Sauvages, des XVIe et XVIIIe siècles, propriété privée, a été classé monument historique en 1987.
- L'église Saint-Léger, datant de la fin du XVe siècle[30], est en partie reconstruite en 1870. Elle contient une grille du XVIIe siècle provenant de la chartreuse de Bellary. Lors des travaux, une pierre portant la date de 1142 est mise au jour[14].

### Personnalités liées à la commune
- Louis Le Vau (1612-1670) : premier architecte des Bâtiments du Roi, seigneur de Beaumont, il y crée une manufacture royale de fer blanc (1665) qui deviendra par la suite une des plus grosses forges du département. Sa grand-mère était originaire de Beaumont[31].
- Claude-Étienne Chaillou des Barres (1784-1857), avocat, haut fonctionnaire et écrivain, préfet napoléonien, conseiller général de l'Yonne

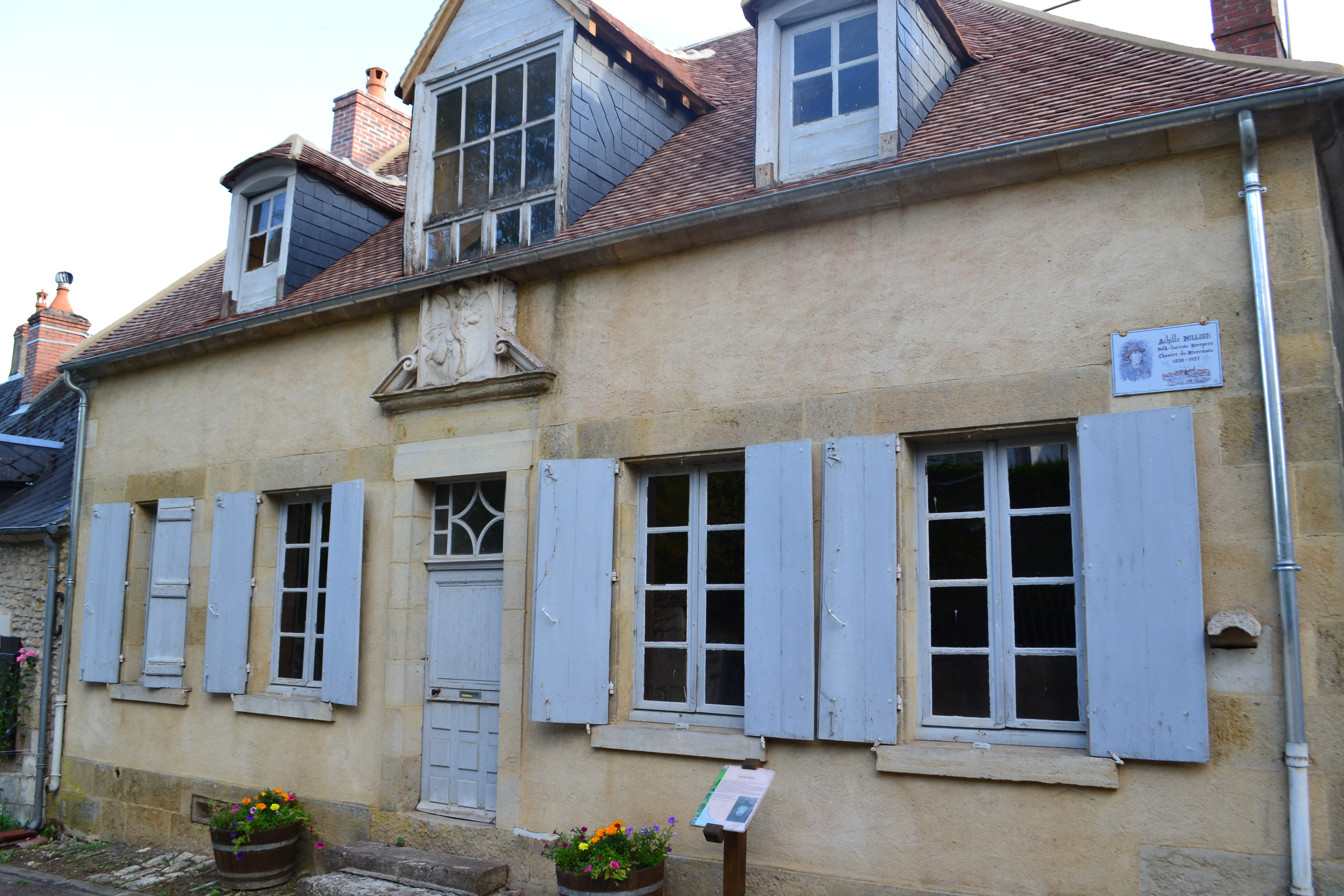
Maison d'Achille Millien à Beaumont-la-Ferrière.

- Achille Millien (1838-1927) : poète et folkloriste, né et décédé à Beaumont-la-Ferrière ; il collecte les contes et les chants populaires du Nivernais. Il est également le directeur de publication de la Revue du Nivernais, qui paraît de 1896 à 1910.
- Alfred Garcement (1842-1927), artiste peintre, auteur de plusieurs tableaux représentant Beaumont, où il séjournait régulièrement à l'invitation d'Achille Millien.
- Gaston Gauthier (1860-1911) : érudit nivernais, auteur de la monographie de Beaumont ; il est instituteur dans la commune d'octobre 1887 à octobre 1892[32],[33].

### Lavoirs
La commune de Beaumont-la-Ferrière bénéficie de trois lavoirs :

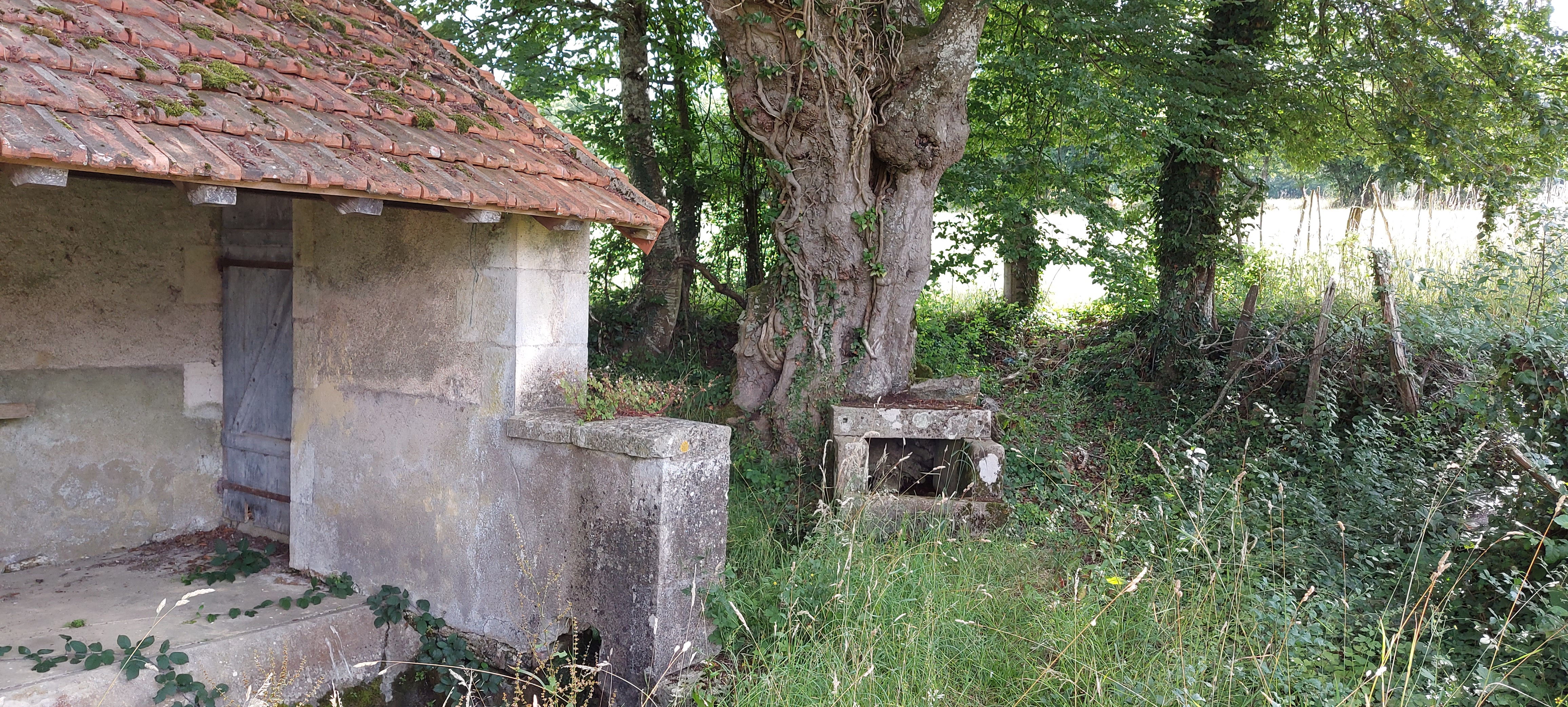
Lavoir 1, avec sa source.
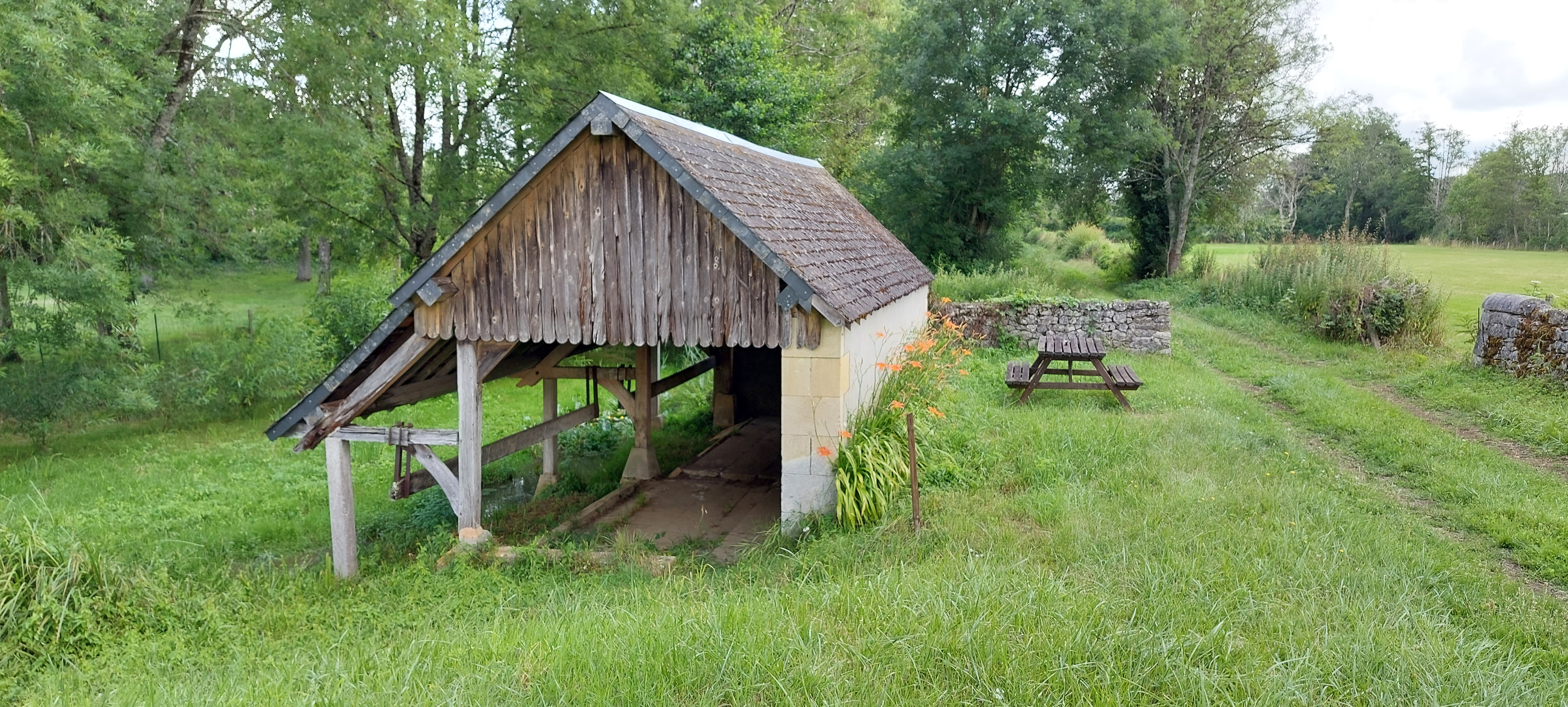
Lavoir 2.
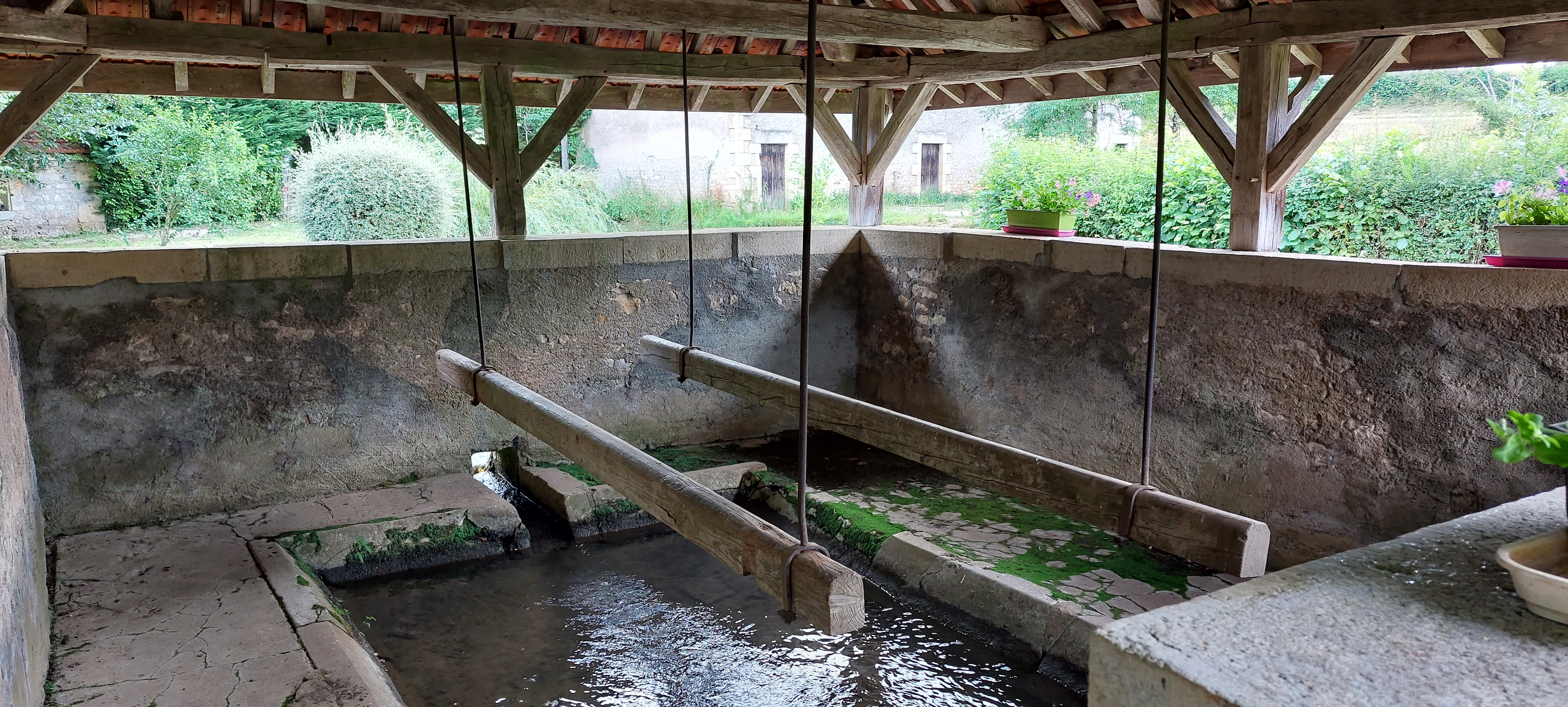
Lavoir 3.

### Héraldique
| Blason de Beaumont-la-Ferrière | Blason  | D'or à la terrasse de sinople, au chêne du même englanté du champ, brochant sur le tout. |
| Blason de Beaumont-la-Ferrière | Détails | Le statut officiel du blason reste à déterminer.                                         |